# Dino Halilović
 Dino Halilović (Zagreb, 8 februari 1998) is een Kroatischse voetballer die als middenvelder voor het Sloveense NK Tabor Sežana speelt.

## Carrièreoverzicht
Halilović speelde in zijn jeugdjaren voor een ploeg uit zijn geboortestad, het Kroatische Dinamo Zagreb. Na een jaar in de jeugd van het Italiaanse Udinese te hebben gespeeld keerde hij terug naar Kroatië. Daar speelde hij achtereenvolgens voor NK Istra 1961, Lokomotiva, NK Rudeš en opnieuw NK Istra 1961, alvorens hij in de zomer van 2021 weer de stap over de grens maakte. Na een half jaar bij het Deense Esbjerg fB, ook in handen van het Amerikaanse PMG, liet hij zijn contract ontbinden en tekende op 12 januari 2022 voor anderhalf seizoen bij FC Den Bosch. Aldaar maakte hij zijn debuut op 17 januari 2022 in de met 2-1 verloren wedstrijd bij Jong Ajax. Halilović startte in de basis en werd na 63 minuten vervangen door Kevin Felida.
Zijn eerste doelpunt voor FC Den Bosch maakte Halilović op 14 maart 2022 in de thuiswedstrijd tegen Jong PSV. Als invaller schoot hij in de 83e minuut de beslissende 3-2 tegen de touwen.
Op 31 januari werd de Kroaat zijn contract bij FC Den Bosch in goed overleg ontbonden.
Vanaf 16 februari 2023 speelt Halilović op het hoogste niveau van Slovenië. Aldaar tekende hij een contract tot het einde van het seizoen bij NK Tabor Sežana

## Internationale carrière
Van 2013 tot en met 2019 speelde Halilović voor verscheidene jeugdteams van het Kroatisch voetbalelftal. Hij doorliep de lichtingen van Onder 16 tot en met Onder 20. In 2015 behoorde hij tot de selectie van de Onder 17 voor het jeugd wereldkampioenschap.

## Persoonlijk
De vader van Dino is oud Bosnisch en Kroatisch international Sejad Halilović. Tevens heeft Dino twee broers. Zijn oudere broer Alen Halilović stond in het verleden onder contract bij FC Barcelona, speelde in het seizoen 2019-2020 op huurbasis voor SC Heerenveen en speelt sinds de zomer van 2022 weer in zijn geboorteland voor HNK Rijeka.